# Lata Brandisová
Marie Immaculata „Lata“ Brandisová (26. června 1895 Úmonín – 12. května 1981 Reiteregg, Rakousko) byla československá dostihová jezdkyně, dosud jediná žena, která zvítězila ve Velké pardubické steeplechase.

## Rodina

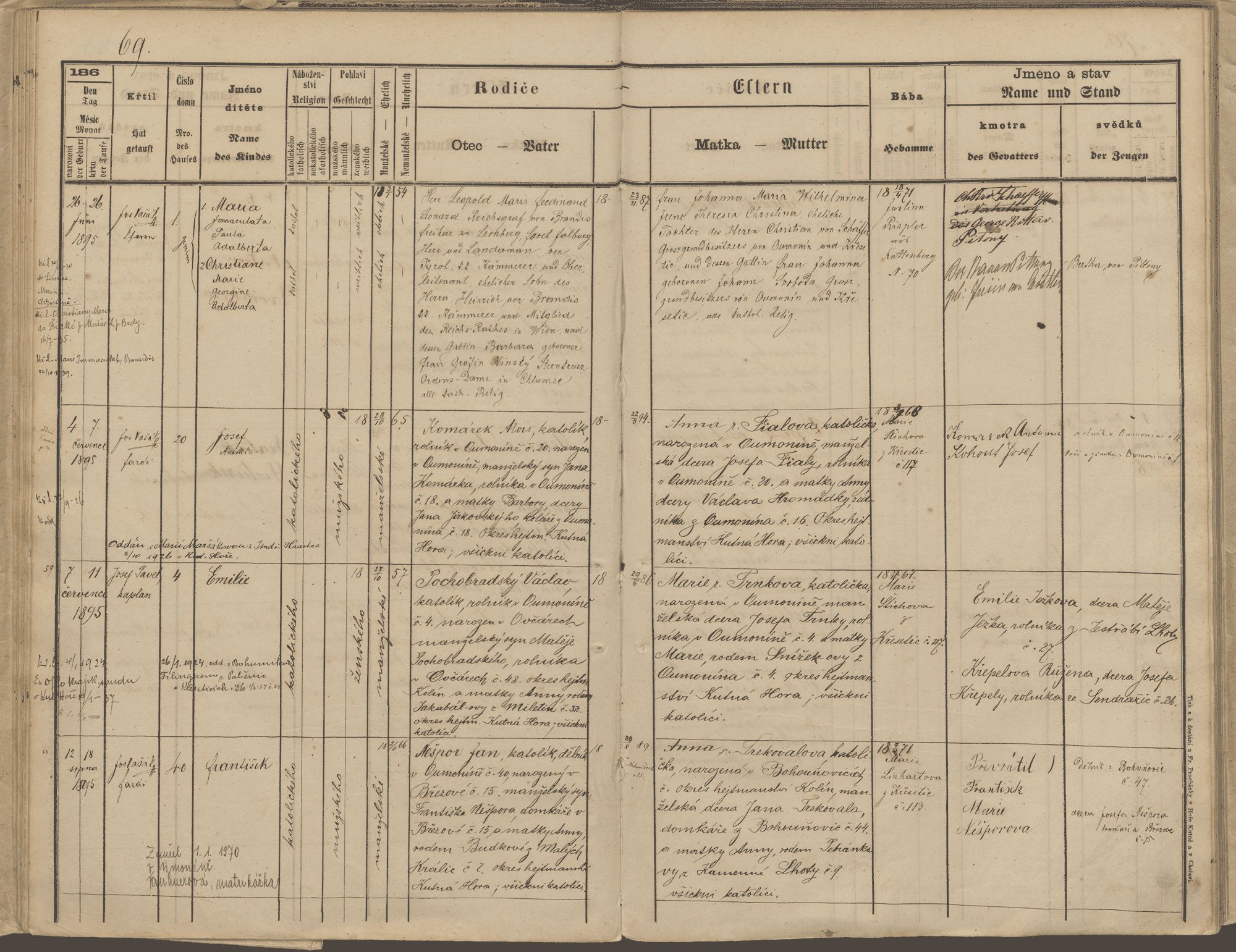
Matriční záznam o narození Marie Immaculaty Brandisové

Brandisové jsou dodnes žijící stará tyrolská šlechtická rodina, doložená již ve 13. století. Roku 1580 byli přijati do panského stavu a roku 1641 povýšeni do stavu hraběcího.
Latin otec Leopold hrabě Brandis (1854–1928), c. k. komoří a podplukovník husarů v záloze, byl synem tyrolského hraběte Heinricha Brandise a Barbory Kinské, jejíž bratr Oktavián Josef hrabě Kinský (1813–1896) byl jedním ze zakladatelů Velké pardubické steeplechase. V mládí působil jako vychovatel ve šlechtických rodinách. Mluvil německy i česky (s chybami). Dne 23. listopadu 1887 se v Úmoníně oženil s Johannou von Schäffer (1871–1927), dcerou Christiana rytíře Schäffera a Johanny Swobodové. Z manželství se narodilo devět dětí – prvních šest na zámku Schäfferů v Úmoníně, ostatní na zámečku v Řitce u Prahy, kde hrabě zřídil vlastní chov koní.

## Dětství a první dostihy
Dne 26. června 1895 se v Úmoníně u Kutné Hory Leopoldovi a Johanně Brandisovým narodila dvojčata Marie Immaculata (Lata) a Marie Kristýna (Týna). V roce 1897 se rodina přestěhovala do zámečku v Řitce u Mníšku pod Brdy, který patřil k věnu Johanny Schäfferové.
Lata s Kristýnou se učily jezdit na koni od osmi let a od desíti samy řídily bryčku. Jejich zábavou byly „důstojnické dostihy“, kterých se účastnili sourozenci Brandisovi – dívky jezdily v mužských šatech a se sazemi namalovanými kníry. Lata měla ráda příběhy o prastrýci Oktaviánu Kinském, který se proslavil také svým velmi bouřlivým životem. S otcem navštěvovala dostihy ve Velké Chuchli a sama ráda jezdila nejen na koních, ale i na velocipédu.
V roce 1916, v jedenadvaceti letech, absolvovala svůj první dostih (handicap), který pro ni skončil nepříjemným pádem. Dostihový sport byl v té době výhradně mužskou záležitostí, proto byla přítomnost komtesy Brandisové spíše trpěna než vítána. Její otec odešel dobrovolně bojovat do první světové války a narukoval i jeho syn Mikuláš, který v Itálii zahynul. Lata dostala na starost rodinu a osm jezdeckých koní, ze kterých před rekvizicí zachránila jen svého oblíbeného valacha Sareku. V noci hlídala lesy před pytláky.
Po vzniku republiky se majetek již tak nepříliš majetné rodiny kvůli pozemkové reformě opět ztenčil. Zůstal jim jen jediný kůň – slepá kobyla Luska. Lata trénovala ve Velké Chuchli a v roce 1921 se dočkala prvního umístění v dámských dostizích. Její bilance z té doby vypadá takto: Jednou zvítězila, dvakrát byla druhá a jednou v Chuchli (německy Kuchelbad) třetí.

## Spolupráce s Kinskými
Roku 1926 ji její vzdálený bratranec Zdenko Radslav Kinský (1896–1975) – synovec Oktaviána – pozval na zámek Orlík, kde připravoval koně chlumeckého chovu (dnes Equus Kinsky) pro překážkové dostihy. Lata trénovala ve Velké Chuchli, pod trenérem Karlem Šmejdou, a na zámečku Obora, kde Kinští zřídili cvičnou dráhu. Podporována rodinou a příbuznými (zvláště Zdenkem a jeho synem Zdenkem Radslavem Kinskými) přihlásila se v roce 1927 na start Velké pardubické steeplechase. To vyvolalo protesty jejích soupeřů. Velká pardubická byla považována za příliš náročný dostih pro dámu. Soupeřit se ženou odporovalo důstojnické cti – a většina tehdejších jezdců k důstojnictvu patřila. Vítězství ženy nad důstojníky by pro ně v duchu tehdejší – prvorepublikové – morálky znamenalo zesměšnění. Podali tedy protest Československému jockey-clubu. V jeho čele však stál Zdenko Radslav Kinský, jenž se o radu obrátil na anglické kolegy. Královský jockey-club neměl se startem ženy problém, pouze podotkl, že musí mít oddělenou šatnu.
Velká pardubická z roku 1927 má dvě prvenství. Poprvé se jí zúčastnil francouzský jezdec (hrabě Alexandre de la Forest) a poprvé ji absolvovala žena – Lata Brandisová na polokrevné Kinského klisně Nevěstě, se kterou přišla do cíle – po třech pádech na trati – na pátém místě.
Po smrti matky 1927 a v roce 1928 také otce se věnovala péči o rodinu. Do Velké pardubické tak nastoupila až roku 1930, kdy jí Zdenko Radslav Kinský svěřil sedmiletého polokrevného hřebce Norberta. Lata s ním získala čtvrté místo a o rok později byli ve Velké třetí. Umístění z roku 1931 bylo o to cennější, že o pět délek předstihli kapitána Rudolfa Poplera v sedle Gibraltara II. V roce 1932, kdy zemřel Zdenko Kinský i kapitán Popler, ve Velké nestartovala.

## Lata a Norma

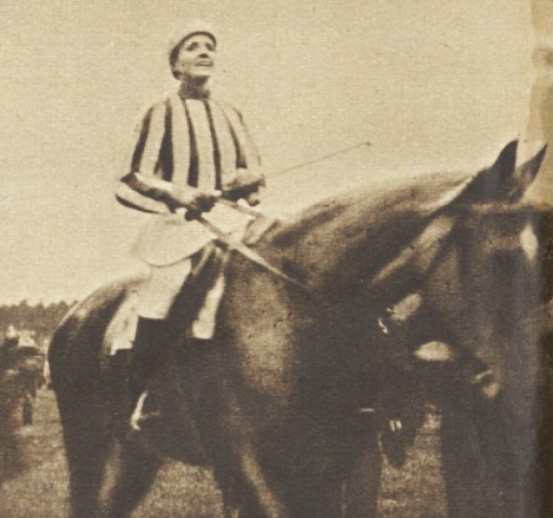
Lata Brandisová v sedle klisny Norma, Velká pardubická 1937.

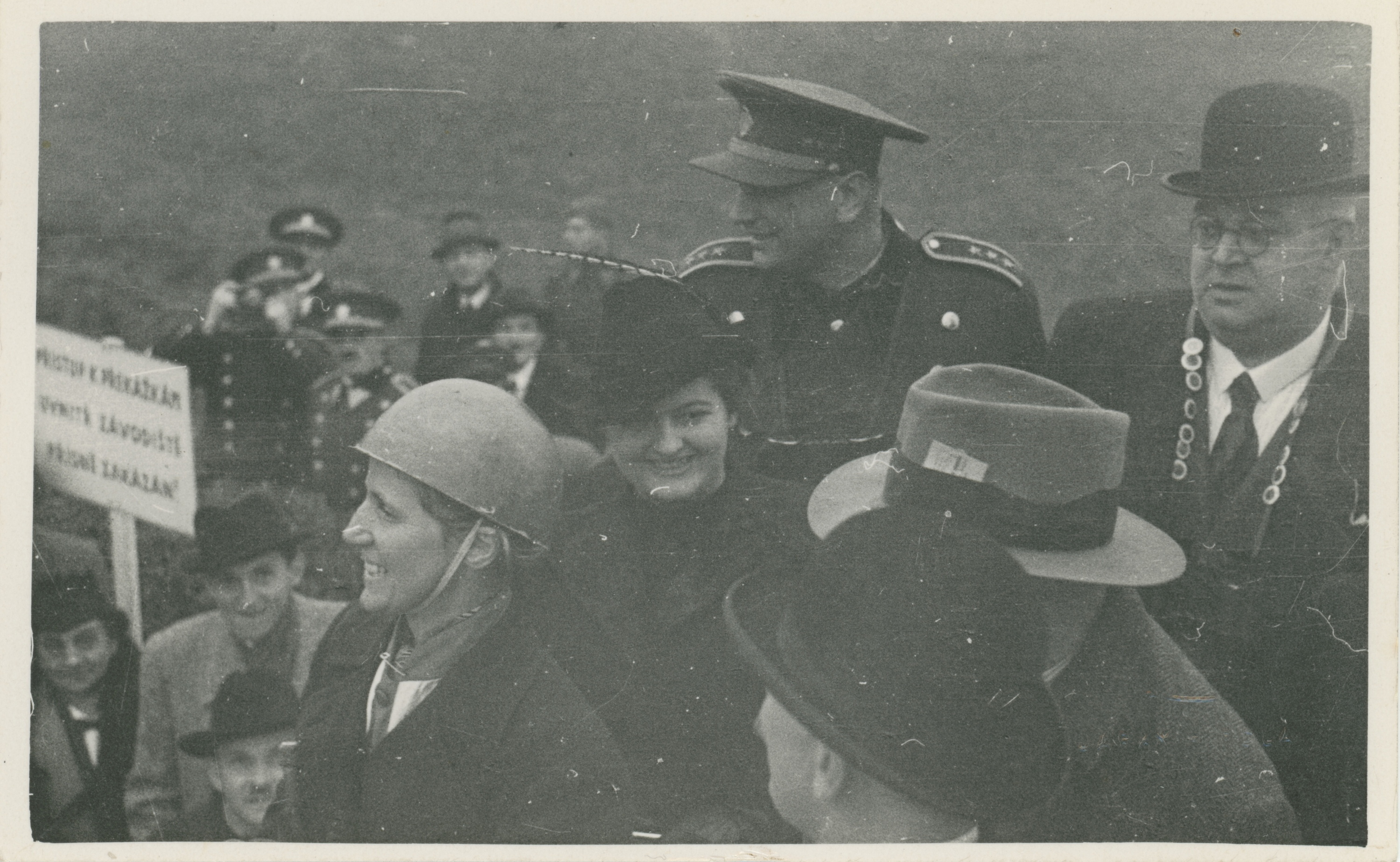
Lata Brandisová 1937 (SOkA Praha-venkov)

V roce 1933 se poprvé zúčastnila Velké pardubické s tehdy šestiletou plavou klisnou Normou, narozenou roku 1927 v chovu Zdenka Radslava Kinského. Získala s ní třetí místo. O rok později byla tato dvojice druhá o tři délky za vítěznou německou klisnou Wahne a v roce 1935 byla Lata s Normou pátá. Protože v té době Velkou vyhrávali němečtí koně, rozhodl se Kinský sérii jejich vítězství překazit. Do sedla Normy proto v roce 1936 posadil D. Pogliagu. Pevné mužské ruce ovšem klisnu přivedly jen na páté místo a Němci opět slavili vítězství.
Zdenko Radslav Kinský chtěl výbornou klisnu zařadit do chovu. Lata jej ovšem přesvědčila, aby ji mohla ještě rok trénovat. Norma byla ve výborné formě, a tak ji Kinský v roce 1937 ještě jednou – naposledy – do Velké pardubické přihlásil.
Napjatá nálada, v níž se v neděli 17. října 1937 konala 56. Velká pardubická, byla způsobena mnoha faktory. Dne 14. září zemřel Tomáš Garrigue Masaryk. V zemi byly spory mezi Čechy a Němci, inklinujícími k hitlerovskému Německu. Bylo v národním zájmu, aby sérii německých úspěchů přerušilo vítězství českého koně. Favoritem byl německý polokrevný bělouš Herold s Oskarem Lengnikem (vyhrál Velkou pardubickou v předchozích letech 1935 a 1936), jenž ovšem padl na Taxisově příkopu. Lengnik si zlomil klíční kost, přesto znovu nasedl a do cíle dojel třetí za valachem Quixie s Willibaldem Schlagbaumem. Lehce o sedm délek před Quixiem finišovala Lata Brandisová, česká jezdkyně v sedle české klisny, v červenobíle pruhovaném dresu českého majitele. Čtyřicetitisícový dav se ještě dlouho po dostihu odmítal rozejít a vítěznou jezdkyni překřtil na „naši slečnu“. Oslavy vrcholily desetitisícovým průvodem ze závodiště až na pardubické Masarykovo náměstí. Příštích devět let se Velká pardubická v důsledku politických událostí a druhé světové války nekonala.

## Druhá světová válka
Za druhé světové války žila Lata na zámečku v Řitce se sestrami Kristinou, Janou, Gabrielou a Margaretou. Přihlásily se k české národnosti, pročež byl na statek dosazen nucený správce. Sestry na situaci reagovaly tak, že zcela odmítaly mluvit německy. Nucená správa byla uvalena i na statky Kinských. Lata tak musela trénovat doma a občas v Chuchli zajela překážkový dostih. Z chlumeckého chovu měla v Řitce k dispozici koně Horymíra, Hostivíta a Holomka. Když nalezla ve stohu nedaleko silnice do Černolic nemocného ruského vojáka, spolu se sestrou Kristinou jej ošetřovala a zajistila mu potraviny. Dne 5. května 1945 slyšela na chuchelském závodišti výzvu rozhlasu o pomoc. Tehdy byl v Chuchli zastřelen též její někdejší trenér Karel Šmejda, když vyváděl koně z hořících stájí. Kvůli rozšířené fámě o Němci podminovaných pražských mostech se přes Vltavu dostala na loďce a v lazaretu pod Vyšehradem ošetřovala raněné. Stala se také svědkem lynčování zajatého Němce, o čemž po návratu domů vyprávěla sestrám. Později se k této příhodě odmítla vracet.

## Poválečné období

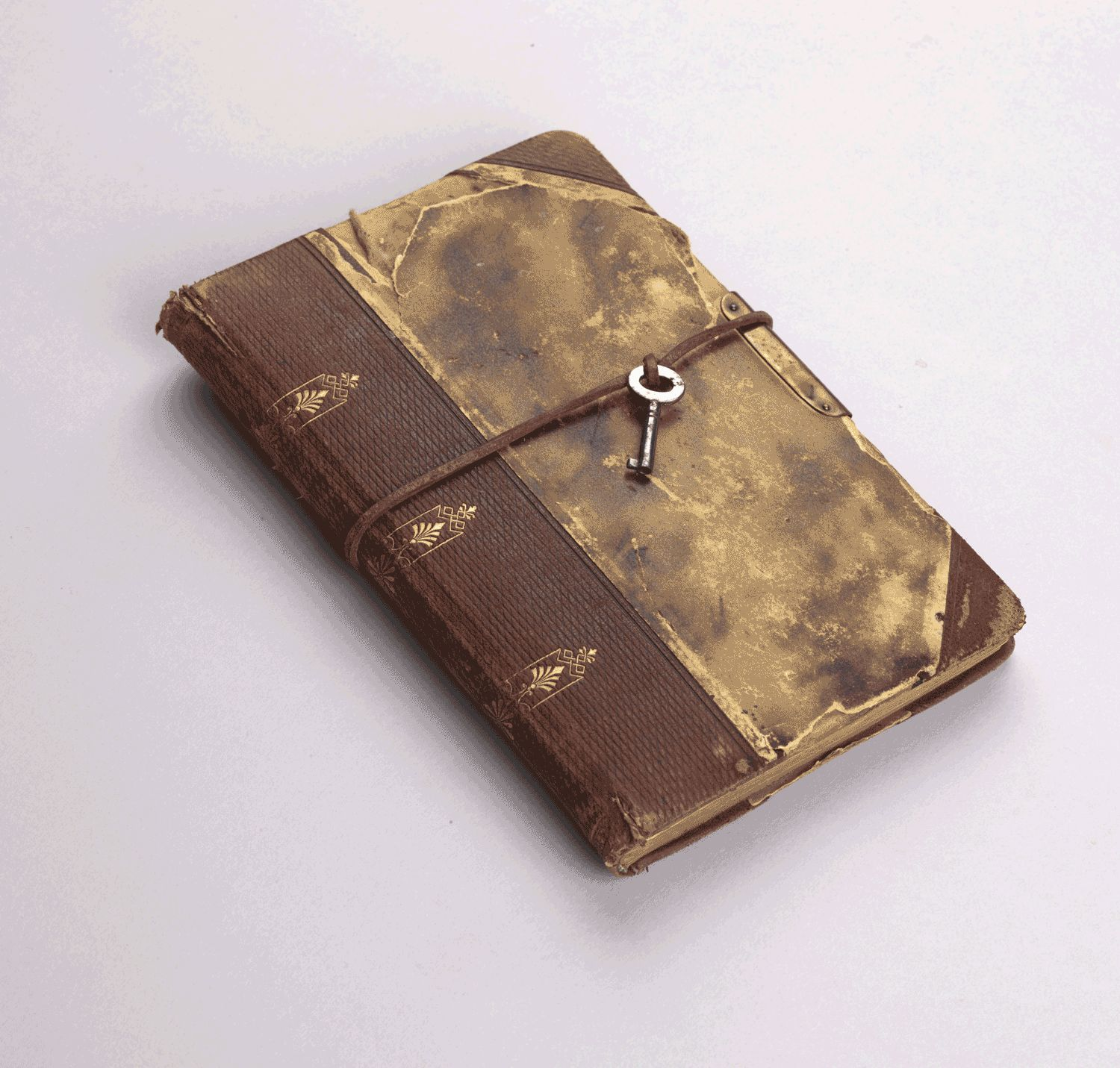
Památník Laty Brandisové. (SOkA Praha-venkov)

První Velká pardubická po 2. světové válce se konala 20. října 1946. Lata sedlala hřebce Nurmiho, syna Normy. Dostih nedokončili a Lata si při pádu zlomila klíční kost. O rok později jela těžko zvladatelného plavého hřebce Otella. Dostih opět nedokončili. Lata si při pádu zlomila klíční kost a dvě žebra a pohmoždila si rameno; Otella nakonec zadržela. V roce 1948, kdy byl Kinským zestátněn zámek Obora, kde Lata trénovala, ani o rok později ve Velké nestartovala. Dne 23. listopadu 1949 nastoupila do pardubického Kinského memoriálu v barvách Státního hřebčína Slatiňany s klisnou Ninou. Po těžkém pádu na Hadím příkopu, kde se octla ve změti kopyt a padajících koňských těl, měla proraženou lebeční kost, komplikovanou zlomeninu levé nohy, zlomených několik žeber a klíční kost a pošramocenou páteř. Týden byla v kómatu. Úraz pro ni znamenal konec jezdecké kariéry a až do smrti musela chodit s hůlkou. Záhy po neštěstí se rozšířily nepravdivé fámy, že se ve změněných politických podmínkách pokusila při nájezdu na Hadí příkop o sebevraždu.

## Závěr života
Zámek v Řitce byl zestátněn, sestry Brandisovy v něm však měly byt až do roku 1953, kdy jim byla přidělena tzv. Kadláčkova chata nad Babí roklí u nedalekého Bojova. V chatě zůstaly sestry Lata, Kristýna a Jana. Poslední dvě pracovaly v čokoládovně Orion v Modřanech, Lata byla v invalidním důchodu a pro domácnost připravovala dříví a nosila vodu. Teprve v roce 1965 byla pořadateli Velké pardubické pozvána do Pardubic jako host. V tomto ročníku symbolicky se jako druhá umístila Eva Palyzová s Cavaletem.
Po smrti sestry Kristýny 25. listopadu 1979 již Lata s Janou život na samotě nezvládaly. Po problematicky překonané zimě se Jana odstěhovala do Líšnice a Latu vzal k sobě do štýrského zámku Reitereggu poblíž Hitzendorfu jejich synovec Ernst Haan, syn nejstarší ze sester, Terezie. Lata si s sebou vzala jen nejnutnější věci a plánovala na jaře se do Kadláčkovy chaty vrátit. Dne 12. května 1981 ale ve věku pětaosmdesáti let zemřela na zápal plic. Pohřbena je v Reitereggu v rodinné hrobce (kapličce) svobodných pánů Haanových, stojící v sousedství koňského výběhu.

## Citáty
„Vbíhala jsem s milovanou Normou do cílové rovinky a čtyřicet tisíc lidí šílelo radostí. Vnímala jsem, jak mě Norma nese k prvenství, a vychutnávala jsem radost z potlesku a volání diváků. Nikdy předtím mi nebylo dopřáno zažít nádhernější pocit. Pocit, že široko daleko není nikdo, kdo mě nemá rád!“ (Lata Brandisová)
„Komunismus nás vystěhoval ze zámečku v Řitce. … Připravil nás o nábytek, dům, lesy a pole, ale nevzal nám lidskou hrdost. I když jsme se sestrami odcházely jako žebračky z míst, kde jsme vyrůstaly a která nám byla tak vzácná. Proto jsme navždy zaklaply tu knihu a nikdy ji už neotevřely.“ (Lata Brandisová)

## Děti Leopolda Brandise
Děti Leopolda hraběte Brandise (1854–1928) a Johanny von Schäffer (1871–1927):
- Marie Terezie (22. září 1888 Úmonín – 25. prosince 1971 Reiteregg), sňatek 22. září 1921, Řitka, manžel Leopold svobodný pán Haan (26. června 1885 Graz – 6. března 1976 Reiteregg)
- Gabriela (3. ledna 1890 Úmonín – 5. ledna 1970 Niederberg)
- Leopold (6. srpna 1892 Úmonín – 22. června 1906 Řitka)
- Mikuláš (23. prosince 1893 Úmonín – 1917, Roveretto)
- Marie Immakulata (Lata, 26. června 1895 Úmonín – 12. května 1981 Reiteregg)
- Marie Kristýna (Týna, 26. června 1895 Úmonín – 25. listopadu 1979, Klínec u Prahy)
- Alžběta Marie (30. ledna 1898 Řitka – 9. listopadu 1983 Praha), sňatek 26. června 1920, Řitka, manžel kpt. Josef Pospíšil (8. března 1890 Sarajevo – 8. února 1923 u Neředína u Olomouce)
- Margareta Josefa (26. října 1899 Řitka – 10. června 1944 Řitka), místo a datum sňatku neznámé, manžel Ing. Sergej Jaroševský (2. února 1899 – 20. srpna 1973)
- Jana Žofie (5. srpna 1901 Řitka – 7. listopadu 1982 Praha)